# Trionic
Trionic, Saabs egenutvecklade motorstyrningssystem. Ett av världens mest avancerade motorsystem.  Unikt är att systemet, genom joniseringsmätning, kan mäta trycket i en cylinder under pågående förbränning. Systemets funktion är att övervaka förbränningsprocessen. Dessa data behandlas, och styr sedan momentant turbotrycket, bränsleinsprutning och tändning.
SAAB:s modeller som har Trionic-styrsystem:
```
   Andra generationen 
900
 ("NG900") 1994-1998 4cyl - T5
   
9000
 1994-1998 4cyl - T5
   Första generationen 
9-3
 1998-1999 - T5 (förutom Viggen som har T7)
   Första generationen 
9-3
 2000-2002 4cyl - T7
   Andra generationen 
9-3
 2003-2010 4cyl - T8
   Första generationen 
9-5
 1998-2009(2010 kombi) 4Cyl - T7
```